# Синто-буддистський синкретизм

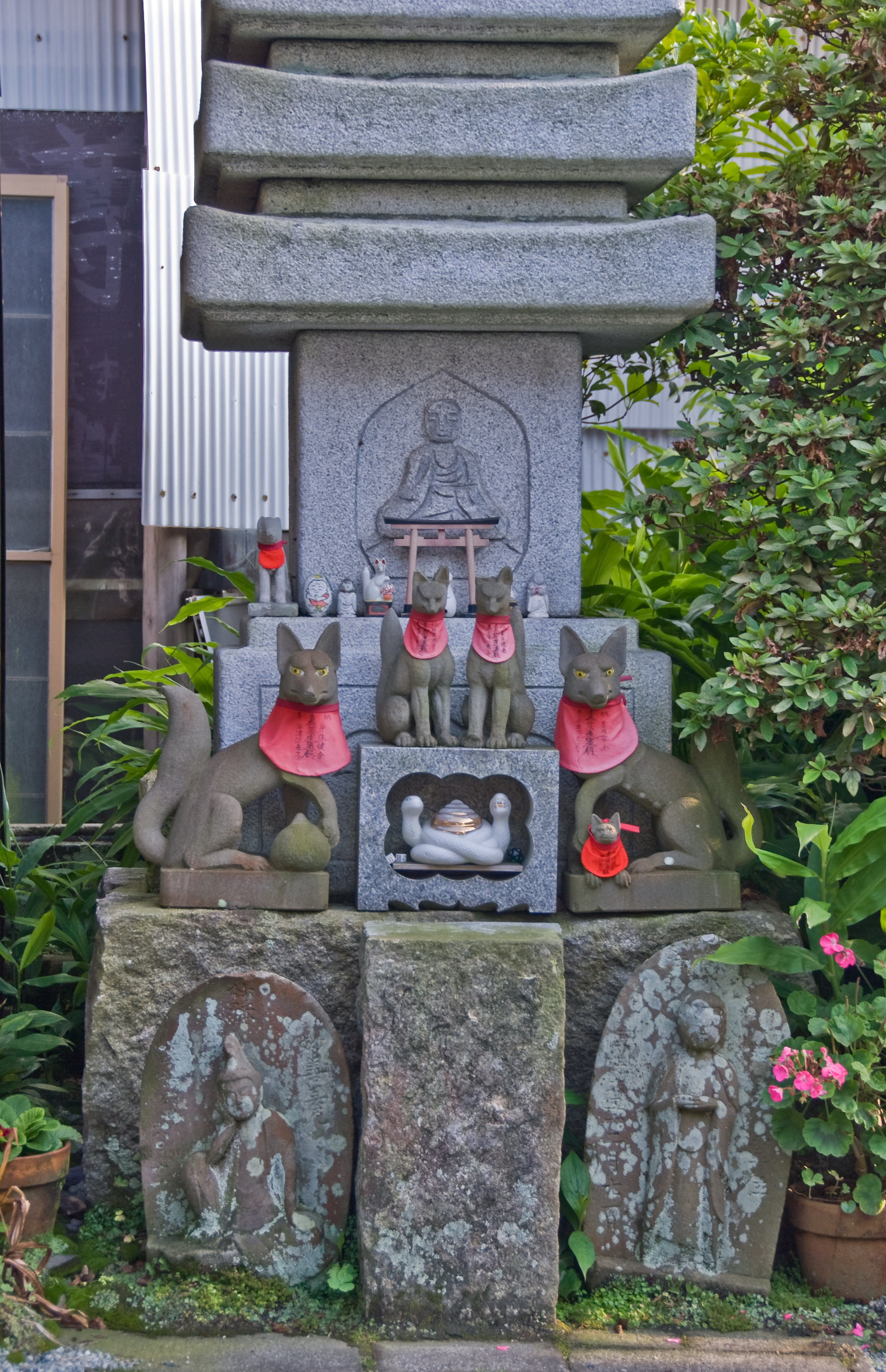
Синтоїстські лисиці інарі, божества врожаю, вшановуються у підніжжя кам'яної пагоди, разом із буддистськими образами.

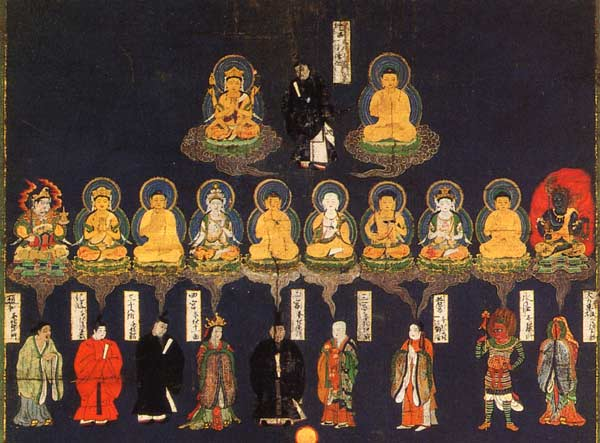
Мандала, на якій показно відповідність будд і бодхісаттв тим чи іншим синтоїстським божествам.

Синто-буддистський синкретизм (яп. 神仏習合, しんぶつしゅうごう, сінбуцу-сюґо або яп. 神仏混淆, しんぶつこんこう, сінбуцу-конко) — еклектична концепція взаємопроникнення двох східноазійських релігій , синто і буддизму, а також і явище їхнього гармонійного співіснування у Японії з 10 століття по 1868 рік.

## Короткі відомості
Зародження синто-буддистського синкретизму датують 6 століттям, добою правління принца Шьотоку, коли японці активно запозичували материкові культурні надбання, а разом з ними і буддизм. У 7 столітті для проповідування останнього, читання і переписування буддистських сутр, використовувалися священні місця традиційної японської релігії синто — гори або ліси, які ототожнювалися із синтоїстським божествами. Під впливом материкової буддистської архітектури та ідеї вшанування божества у замкнутому просторі, в Японії стали зводитися перші синтоїстські святилища, які вважалися «домами» або «палацами» божеств. У 8 столітті, у добу культури Темпьо, що мала яскраво виражений буддистський характер, у середовищі буддистських ченців виникла концепція навернення японських божеств до буддизму, у зв'язку з чим біля синтоїстських святилищ почали споруджуватися буддистські «присвятилищні монастирі». Таким чином, склалася атмосфера гармонійного формального співіснування синто і буддизму.
Процес синкретизму супроводжувався асиміляцією японських божеств і включенням їх до буддистського пантеону. У 10 столітті буддистські мислителі висунули ідею, що ці божества є місцевими «тимчасовими еманаціями» «основних субстанцій», будд, які приходять у світ заради спасіння людства. Відповідно, синтоїстські божества — це ті ж самі індійські будди і бодхісаттви, які лише відомі під іншими японськими іменами. Наприклад, богиня сонця Аматерасу Омікамі проголошувалася втіленням будди Вайрочани, а божества святинь Кумано чи Ацута бодхісатвами.
Явище синто-буддистського синкретизму існувало в Японії до 19 століття. Проте спроба прив'язати синто до буддистської космології викликало супротив незначної частини японських інтелектуалів вже у 14 — 16 століттях. Ці мислителі розробляли доктрини синто, відмінні від буддизму, на основі даосизму, конфуціанства і, навіть, християнства, але особливого впливу на тогочасні релігійні практики не мали. Відродження їхньої «теологічної» спадщини відбулося наприкінці 18 — початку 19 століття, в часи зародження японського націоналізму та популярності філософсько-філологічної школи кокуґаку.
Після реставрації Мейджі та створення першого націоналістичного уряду, у 1868 році було видано «Закон про розмежування синто і буддизму». Синто проголошувалося державною релігією; вводився інститут синтоїстського священства та культ Імператора як Первосвященика. Частина буддистських монастирів була зруйнована або перенесена на нові місця, подалі від синтоїстських святилищ. Практика патронування буддистськими монахами останніх була припинена.